# 486
Раннє Середньовіччя. У Східній Римській імперії правління Флавія Зенона. У Європі утворилися численні варварські держави, зокрема в Італії править Одоакр, Іберію і південь Галлії займає Вестготське королівство, Північну Африку захопили вандали, утворивши Африканське королівство, у Тисо-Дунайській низовині утворилося Королівство гепідів. На півночі Галлії салічні франки розширили свої володіння за рахунок римо-галльських територій, у Західній Галлії встановилося Бургундське королівство. Остготи займають Мезію, Македонію і Фракію.
У Південному Китаї править династія Південна Ці, на півночі — Північна Вей. В Індії правління імперії Гуптів. У Японії триває період Ямато. У Персії править династія Сассанідів.
На території лісостепової України Черняхівська культура. Історики VI століття згадують плем'я антів, що мешкало на території сучасної України приблизно з IV сторіччя. У Північному Причорномор'ї центр володінь гунів, що підкорили собі інші кочові племена, зокрема сарматів, булгар та аланів.

## Події
- Франкський король Хлодвіг усуває залишки західноримського панування над франками шляхом перемоги над римським герцогом (dux) Сіагрієм. Край між Соммою і Луарою відходить до Хлодвіга.
- У перському місті Селевкія провели свій собор прихильники несторіанства.